# Michal Papadopulos
Michal Papadopulos (* 14. dubna 1985 Ostrava) je bývalý český fotbalový útočník česko-řeckého původu. Jeho bratrancem je novinář Andreas Papadopulos.

## Klubová kariéra
Michal Papadopulos se narodil roku 1985 v Ostravě. Jeho matka je Češka, otec Tanas se narodil v Řecku. Mezi lety 1992 a 2003 působil v Baníku Ostrava, později i v londýnském Arsenalu. Pro urychlení formalit nutných ke startu v Premier league si vyřídil řecký pas. Od roku 2004 hrál opět za ostravský tým, s nímž získal v sezóně 2004/05 český fotbalový pohár. Pak přestoupil do německého Bayeru Leverkusen. V lednu 2008 odešel na hostování do jiného německého klubu FC Energie Cottbus, protože se v Leverkusenu neprosadil. Zde nosil číslo 35.
V létě 2008 se vrátil do české nejvyšší soutěže, uzavřel tříletou smlouvu s týmem FK Mladá Boleslav.

### Zagłębie Lubin
Od sezóny 2012/13 působí v polské nejvyšší soutěži Ekstraklasa v klubu Zagłębie Lubin. První gól vstřelil 29. září v domácím utkání proti Legii Varšava, byl to úvodní gól zápasu, který skončil remízou 2:2. Podruhé se střelecky prosadil 28. října v zápase s domácím klubem Śląsk Wrocław, v 31. minutě dal vítězný gól zápasu (skončil výhrou hostů 2:0). Svůj šestý gól v ročníku vstřelil v prvním jarním utkání 22. února 2013 proti Štětínu, Lubin zvítězil doma 3:0 a posunul se na osmou příčku ligové tabulky. Papadopulos zakončil devět minut před koncem rybičkou rychlý protiútok. Na konci ročníku obsadil s 11 vstřelenými góly dělené čtvrté místo v tabulce nejlepších kanonýrů Ekstraklasy.

### Piast Gliwice
V lednu 2017 se dohodl na 1,5roční smlouvě s opcí s jiným polským klubem Piast Gliwice vedeným českým trenérem Radoslavem Látalem.

## Reprezentační kariéra
S českou reprezentací do 21 let se zúčastnil Mistrovství Evropy v roce 2007, kde ČR skončila po zápasech s Anglií (0:0), Srbskem (prohra 0:1) a Itálií (prohra 1:3) se ziskem 1 bodu na poslední čtvrté příčce základní skupiny B.

### Reprezentační zápasy a góly
| Rok    | Zápasy | Góly |
| ------ | ------ | ---- |
| 2004   | 6      | 0    |
| 2005   | 6      | 3    |
| 2006   | 10     | 0    |
| 2007   | 5      | 1    |
| Celkem | 27     | 4    |

| Rok    | Zápasy | Góly |
| ------ | ------ | ---- |
| 2008   | 1      | 0    |
| 2009   | 4      | 0    |
| 2010   | 1      | 0    |
| Celkem | 6      | 0    |

Góly Michala Papadopulose v české reprezentaci do 21 let
| Gól | Datum       | Stadion                        | Soupeř    | Skóre (min.) | Výsledek | Soutěž                      |
| --- | ----------- | ------------------------------ | --------- | ------------ | -------- | --------------------------- |
| 010 | 07. 6. 2005 | Městský stadion Mladá Boleslav | Makedonie | 02:00 (51.)  | 2:0      | kvalifikace na ME „21“ 2006 |
| 02  | 07. 9. 2005 | Uherské Hradiště               | Arménie   | 01:00 (16.)  | 6:0      | kvalifikace na ME „21“ 2006 |
| 03  | 07. 9. 2005 | Uherské Hradiště               | Arménie   | 02:00 (59.)  | 6:0      | kvalifikace na ME „21“ 2006 |
| 04  | 17. 6. 2007 | Arnhem, Nizozemsko             | Itálie    | 01:10 (14.)  | 1:3      | ME „21“ 2007                |